# Daniel Kajmakoski
Daniel Kajmakoski (makedonska: Даниел Кајмакоски), född 17 oktober 1983 i Struga, är en makedonsk sångare.
Kajmakoski blev känd under våren 2014 efter att ha vunnit talangtävlingen X Factor Adria, en samproduktion mellan Serbien, Bosnien och Hercegovina, Montenegro och Makedonien.
Efter sin vinst i Skopje Festival 2014 stod det klart att Kajmakoski kommer att representera Makedonien i Eurovision Song Contest 2015 med bidraget Esenski Lisja.